# Seventies
「Seventies」（セブンティーズ）は、MAXの4枚目のシングルである。1996年7月17日発売。

## 概要
- このシングルで初めてオリコンシングルチャートトップ10入りを果たす。
- 元々は所属事務所の社長である平哲夫が安室奈美恵用に温めていた曲であったが、MAXによってようやく日の目を見ることとなった[1]。
- 「Seventies」はMEGA NRG MAN「SEVENTIES」のカバー。
- 「SUMMER TIME」はANNALISE「SUMMER TIME」のカバー。
- 「Seventies」は同時期にKING&QUEENによるカバーが制作されており(SEB Vol.69に収録)、MAX版のアレンジもこちらのバージョンに近い。
- 「Seventies」は、原曲では70年代に青春時代を過ごした世代が懐古する歌詞であったが、MAX版では娘世代から見た70年代を描いている。
- タイトルは上記の通り70年代という意味の「Seventies」なのだが、メンバーがまだ十代であったこともあり、「Seventeens」と誤解している人も多い。
- プロモーション用に作られたアナログ盤（非売品）にCD未発売のリミックス「Seventies (MOVE "HAPPY SANDBACK" MIX)」、「Seventies (MOVE MIX)」が収録されている。

## 収録曲
1. Seventies
作詞：鈴木計見 / 作曲・編曲：GROOVE SURFERS[2]
2. SUMMER TIME
作詞：鈴木計見 / 作曲・編曲：GROOVE SURFERS[2]
3. Seventies (ORIGINAL KARAOKE)
ORIGINAL KARAOKEでは、イントロの15秒〜29秒付近のアレンジがボーカル版とは若干異なっている。
4. SUMMER TIME (ORIGINAL KARAOKE)

## タイアップ
- Seventies
  - ミスタードーナツ「MAXBAGプレゼントキャンペーン」CMソング（本人出演）

## 収録アルバム
Seventies
- MAXIMUM (#11)
- MAXIMUM COLLECTION (Disc-1 #2)
- PRECIOUS COLLECTION 1995-2002 (Disc-1 #4)
- MAXIMUM PERFECT BEST (Disc-2 #2)
- MAXIMUM TRANCE (#12, mike koglin remix edit)
- NEW EDITION 〜MAXIMUM HITS〜 (#7, Anthology Disc Studio MIX)
- NEW EDITION II 〜MAXIMUM HITS〜 (#8, 2019 Mix)

SUMMER TIME
- MAXIMUM (#9)